# 蛍光ペン

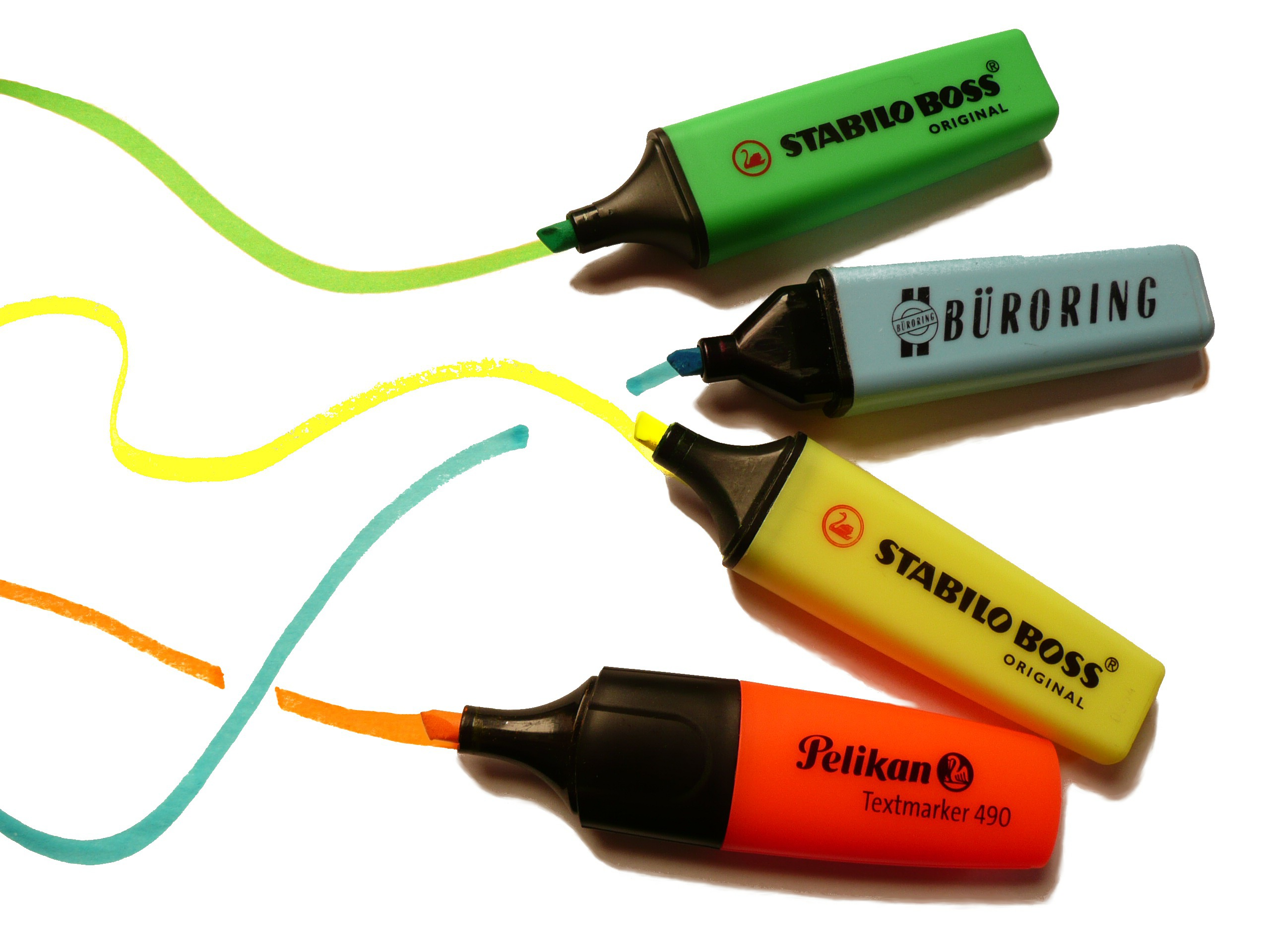
蛍光ペン

蛍光ペン（けいこうペン、英: highlighter）は、フェルトペンのうち、半透明の蛍光性インク（水性蛍光顔料インクなど）を用いたものである。

## 特徴
他の一般筆記用具で記した文字ないし印刷文字の上から、重要な語句などに重ねてラインを引く用途に用いるラインマーカーの一種である。半透明であるため重ね塗りされた文字を読みやすく、また蛍光色で目立つ。主に学生やビジネスマンに使用され、コクヨグループ会社が有職者を対象に2015年に実施した調査によれば約8割に使用されている。
蛍光ペンの色には主に、黄色、黄緑色、オレンジ色、ピンク色、水色（空色）、紫色などがある。このうち特に黄色などの淡い色は、複写機のコピーに写りにくい性質があるが、これは複写機の読み取り機能や濃度設定にも左右される。
蛍光が穏やか、またはほとんど発しない色のラインマーカーも、慣習的に蛍光ペンとして扱われることがある。これらは蛍光のまぶしさを抑えた設計の製品としても存在すれば、限られた色の蛍光物質を配合している製造上の理由によっても存在する（例えば三菱鉛筆の蛍光ペンでは黄色と桃色の蛍光物質を使用している）。
一部の蛍光ペンには、染料系インクゆえの耐光性の弱さや、溶媒成分が感熱紙を変色させるといった問題があるが、改良によって、より耐光性の良い顔料系インクや、OA対応を謳う製品が開発されている。その他、カートリッジインクを使用したものや、消去が可能な蛍光ペンも発売されている。
類似用途のものに固形蛍光マーカーやテープ式蛍光マーカーがあり、ペン先の乾燥しにくさや裏抜けしにくさ、消しゴムで消せる（テープ式）といった特徴がある。

## 歴史
ドイツのスタビロによれば、1971年に同社が世界初の蛍光ペン「STABILO BOSS」を発売した。トンボ鉛筆によれば、1974年に同社が国産初の蛍光ペン「暗記ペン蛍光」を発売した。
ゼブラによれば、最初の太・細両頭の蛍光ペンは1975年に同社が発売した「蛍光ペン2」とされる。このアイデアは同社の「ハイマッキー」開発にも活かされた。
2000年、三菱鉛筆はペン先に透明な窓を設け、書く際の視認性を改善した「プロパス・ウィンドウ」を発売した。
2006年11月、パイロットコーポレーションはラバーで擦るとインクが消えるラインマーカー「フリクションライン」を発売。2008年10月には蛍光インクを使用した「フリクションライト」を発売した。
2014年4月9日、コクヨは1本で異なる2色を書き分けることができる「ビートルティップ・デュアルカラー」を発売した。2020年2月12日には、1本で濃い色と淡い色を書き分けることができる「マークタス」を発売した。

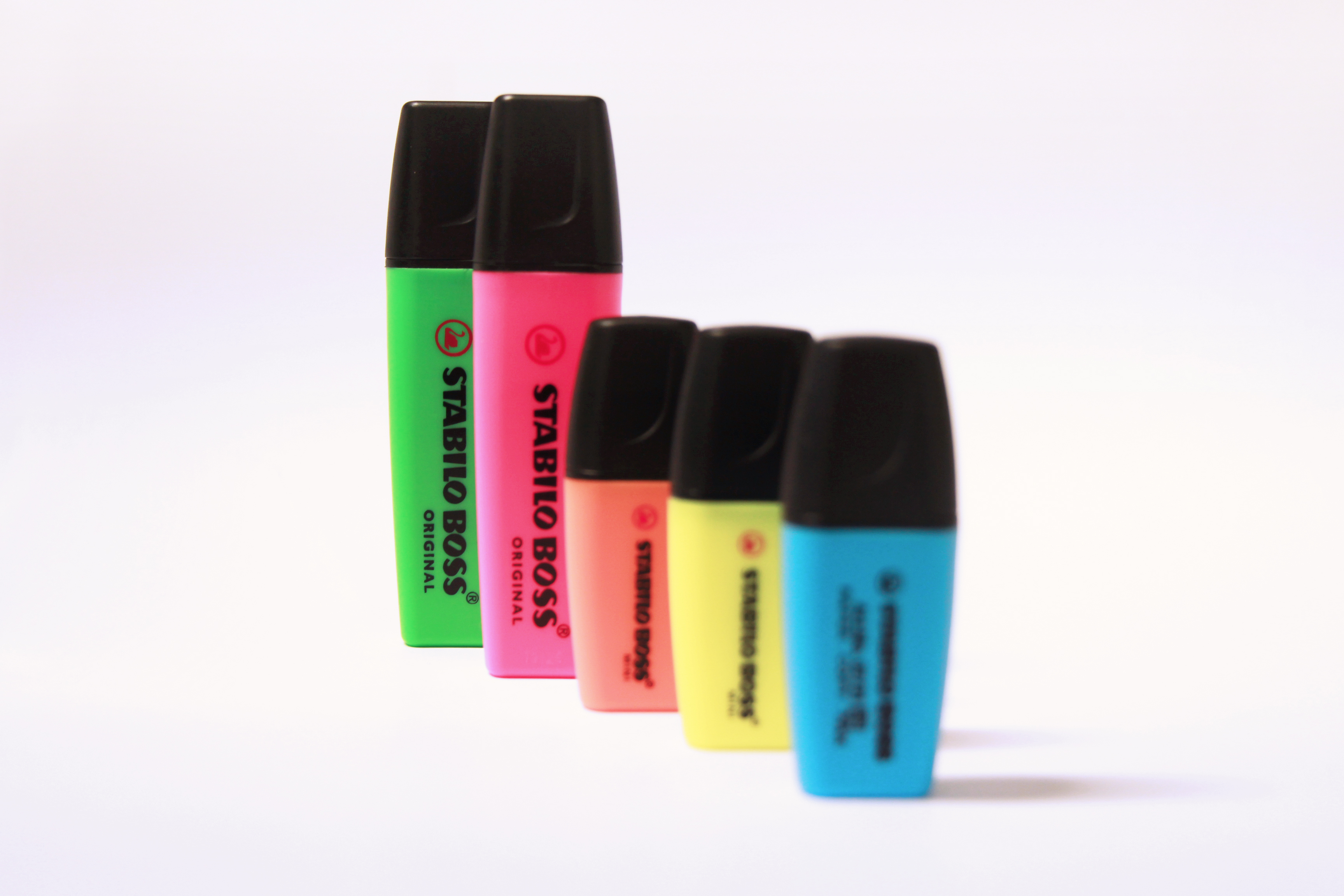
持ちやすさを追求した四角いボディのSTABILO BOSS
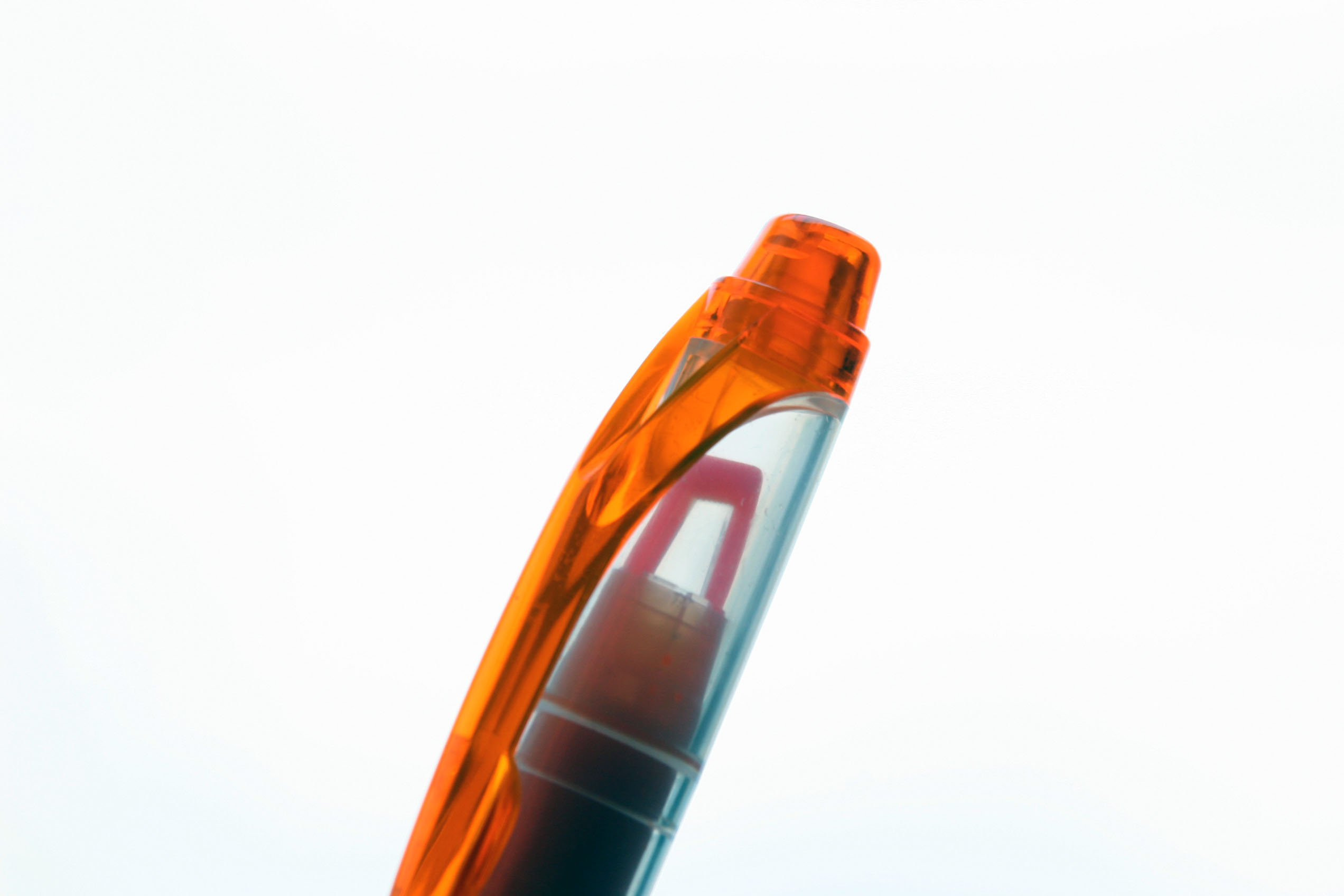
ペン先に窓があるプロパス・ウィンドウ
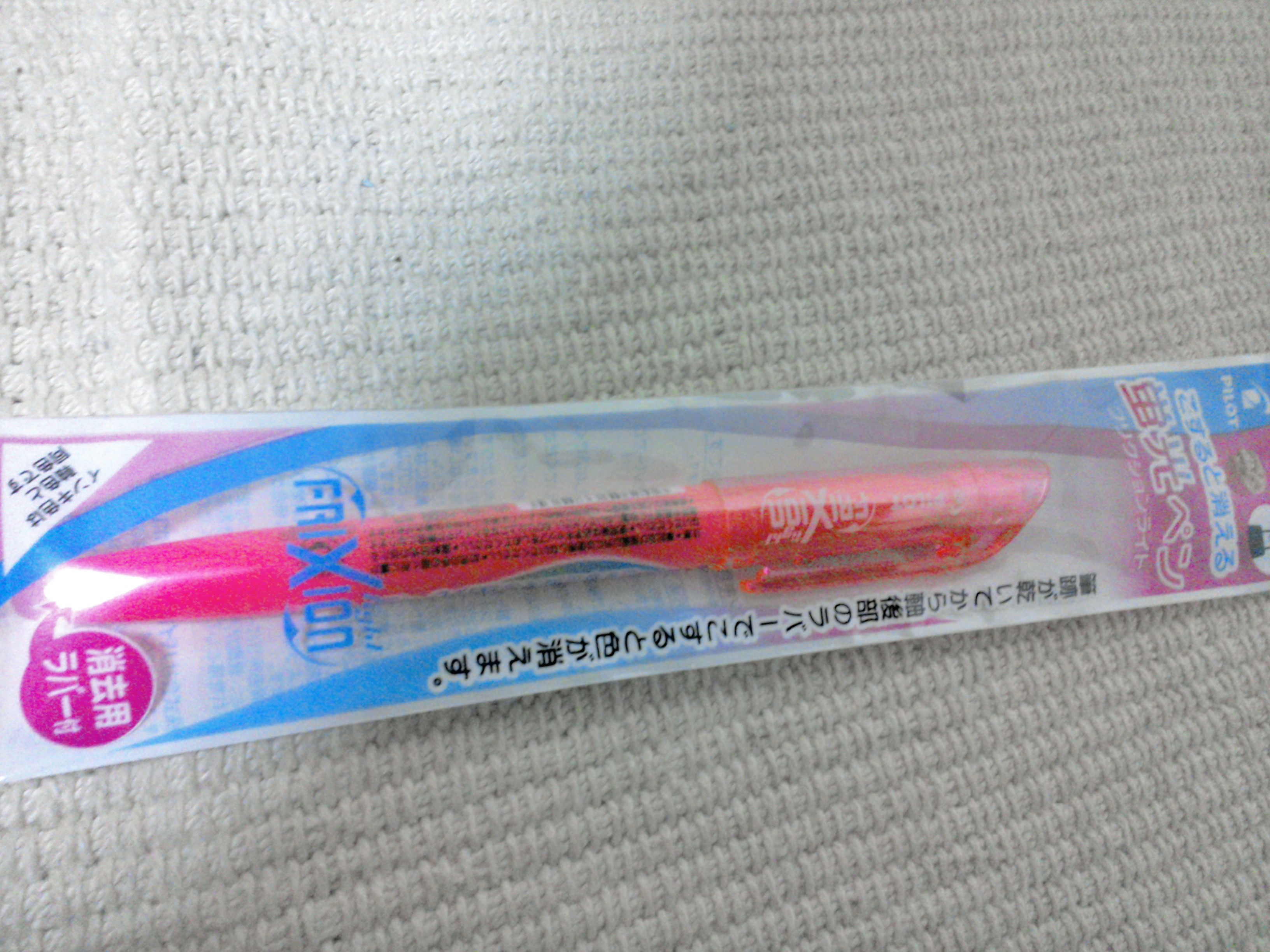
擦ると消えるフリクションライト

## カラーバリエーション

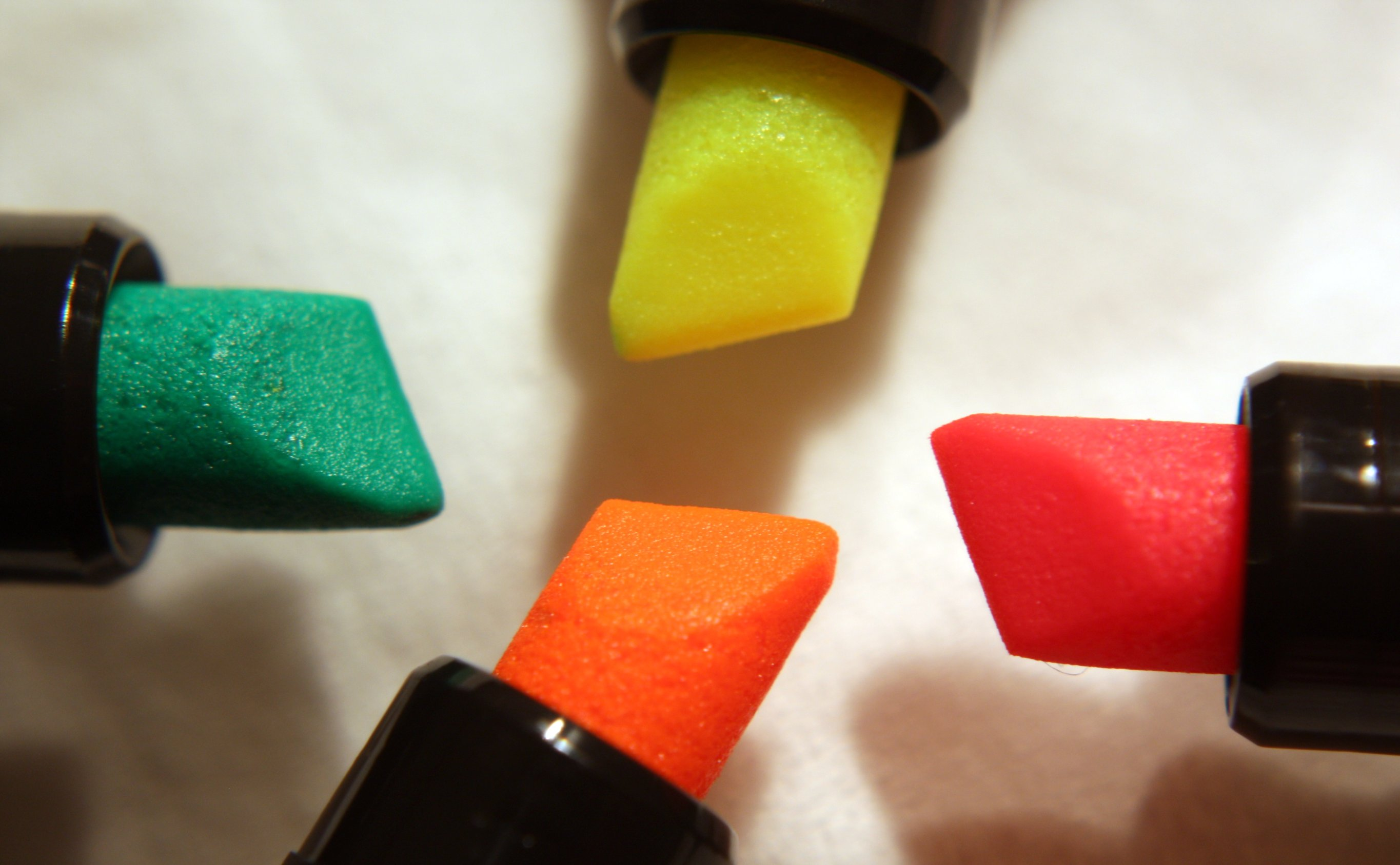
カラフルな蛍光ペンのペン先

蛍光ペンには多様なカラーバリエーションが存在する。一例としてゼブラの「蛍光オプテックス1 EZ」のラインナップを示す。なお、ゼブラでは淡い色を用いた「マイルドライナー」も販売している。
| インク色     | 3本セット | 5本セット | 7本セット | 10本セット |
| ------------ | --------- | --------- | --------- | ---------- |
| ピンク       | ○         | ○         | ○         | ○          |
| 黄           | ○         | ○         | ○         | ○          |
| 緑           | ○         | ○         | ○         | ○          |
| オレンジ     | －        | ○         | ○         | ○          |
| 青           | －        | ○         | ○         | ○          |
| 赤           | －        | －        | ○         | ○          |
| 紫           | －        | －        | ○         | ○          |
| 茶           | －        | －        | －        | ○          |
| 赤紫         | －        | －        | －        | ○          |
| ダークブルー | －        | －        | －        | ○          |

## 調査・研究
- リサーチパネルは2015年9月25日から26日にかけて、蛍光ペンの色に関する人気調査を実施した。約15万件の回答を集計した結果、最も人気だったのが黄色 (27.8%) で、僅差でピンク (26.9%) 、次いでオレンジ (12.4%) 、緑 (9.7%) 、水色 (7.7%) が続いた。その他、紫や赤などは2%未満で、そもそも蛍光ペンを使用しないとの回答も10.1%あった[20]。

- 日本大学と日本色彩研究所は蛍光ペンを用いたマーキングの効果についての研究を行った。被験者にアルファベット4文字からなる無意味な文字列を様々な方法で記憶してもらい、その効果や疲労度などを分析・評価するというもので、最も効果が高かったのが「ピンクの蛍光ペンで文字を覆う」、次いで「ピンクの蛍光ペンで下線を引く」というものであった[21]。